# Osakabe Jin

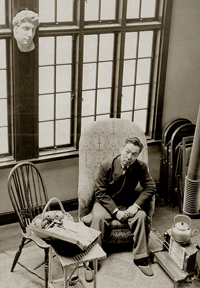
Osakabe Jin

Osakabe Jin (japanisch 刑部 人; geboren 5. Mai 1906 in der Präfektur Tochigi; gestorben 8. März 1978) war ein japanischer Maler im Yōga-Stil.

## Leben und Wirken
Osakabe Jin studierte zunächst unter Kawabata Ryūshi Malerei im „japanischen Stil“ (Nihonga), wechselte dann zur „Tōkyō bijutsu gakkō“ (東京美術学校), einer der Vorläufereinrichtungen der heutigen Universität der Künste Tokio. Dort unterrichteten ihn Wada Eisaku und Kanayama Heizō in der Abteilung für Westliche Malerei. 1929 machte er dort seinen Studienabschluss.
Bereits während der Ausbildung wurde sein Bild „Yujin no shōzō“ (友人の肖像) – „Porträt eines Freundes“ auf der 9. „Teiten“ angenommen. Nach dem Zweiten Weltkrieg wurden auf der nun „Nitten“ – kurz für (日本美術展覧会 Nihon bijutsu tenrankai) genannten Nachfolgerin der Teiten – in den Jahren 1946 und 1947 Werke von ihm mit Preisen ausgezeichnet, 1946 sein Bild „Fuyu no Karuizawa“ (冬の軽井沢) – „Winter in Karuizawa“.
1957 wurde Osakabe Mitglied der Künstlervereinigung „Shinseki bijutsu kyōkai“ (新世紀美術協会) und 1968 Mitglied der Nitten. Er malte hauptsächlich Landschaften aus verschiedenen Gegenden Japans, wobei sein Malstil vom „Action Painting“ beeinflusst war.
Weitere Bilder sind „Keiryū“ (渓流) – „Wildbach“, „Dangai“ (断涯) – „Durchbruch“, „Sekkei“ (雪渓) – „Verschneite Schlucht“, „Towadako-han“ (十和田湖畔) – „Am Towada-See“.